# تشافييه فلورنثيو
تشافييه فلورنثيو (بالإسبانية: Xavier Florencio)‏ مواليد 26 ديسمبر 1979 في طراغونة، كتالونيا، إسبانيا، هو دراج إسباني سابق في صنف سباق الدراجات على الطريق. فاز بطواف سان سباستيان في 2006.

## وصلات خارجية
- الموقع الرسمي

## روابط خارجية
- تشافييه فلورنثيو على موقع الاتحاد الدولي للدراجات (الإنجليزية)
- تشافييه فلورنثيو على موقع أرشيف الدراجات (الإنجليزية)
- تشافييه فلورنثيو على موقع إحصائيات الدراجات الإحترافية (الإنجليزية)
- تشافييه فلورنثيو على موقع نسبة الدراجات (الإنجليزية)
- تشافييه فلورنثيو على موقع CycleBase (الإنجليزية)